# Clément Diop
Clément Diop (Parigi, 12 ottobre 1993) è un calciatore francese naturalizzato senegalese, portiere svincolato.

## Carriera

### Club
Il 20 marzo 2015 passa alla squadre riserve dei Galaxy, militante nel secondo livello del calcio americano, la USL Championship.
Nei giorni successivi debutta a livello professionistico giocando contro il Real Monarchs.
Il 14 giugno debutta con i LA Galaxy nel quarto turno dell'U.S. Open Cup, match vinto dai californiani per 4-1 contro La Máquina.
Il 9 gennaio 2018 si trasferisce al Montréal Impact.
Coperto da Bush, Diop nella prima stagione con i canadesi gioca soltanto in coppa, collezionando due presenze e subendo due gol. Nella stagione successiva, ancora come secondo a Bush, si alterna nelle partite di coppa con il terzo portiere, giocando due partite e subendo due reti. Il 24 settembre 2019 conquista il primo titolo con i canadesi giocando da titolare la finale, risultando decisivo ai calci di rigore parandone uno. A seguito di alcune buone prestazioni e delle incertezze difensive palesate da Bush, il 29 settembre gioca da titolare per la prima volta con gli Impact in MLS contro Atlanta United, match terminato con un pareggio (1-1). Il 19 febbraio 2020 esordisce in Champions League giocando da titolare l'andata dell'ottavo di finale contro il Saprissa, partita in cui subisce due reti e compie diverse parate importanti.
L'11 gennaio 2022 si accasa all'Inter Miami. In seguito passa al N.E. Revolution il 4 agosto, con cui però non gioca mai. Rimasto svincolato, l'11 gennaio 2023 firma un contratto annuale con l'Atlanta United.

### Nazionale
Nato in Francia ma di origini senegalesi, viene inizialmente convocato dalle selezioni giovanili francesi. In seguito sceglie di vestire la maglia della nazionale africana ed il 5 giugno 2017 esordisce nella nazionale senegalese contro l'Uganda.

## Statistiche
Statistiche aggiornate all'11 gennaio 2023.
| Stagione                     | Squadra                      | Campionato                   | Campionato | Campionato | Coppe nazionali | Coppe nazionali | Coppe nazionali | Coppe continentali | Coppe continentali | Coppe continentali | Altre coppe | Altre coppe | Altre coppe | Totale | Totale |
| Stagione                     | Squadra                      | Comp                         | Pres       | Reti       | Comp            | Pres            | Reti            | Comp               | Pres               | Reti               | Comp        | Pres        | Reti        | Pres   | Reti   |
| ---------------------------- | ---------------------------- | ---------------------------- | ---------- | ---------- | --------------- | --------------- | --------------- | ------------------ | ------------------ | ------------------ | ----------- | ----------- | ----------- | ------ | ------ |
| 2015                         | Los Angeles Galaxy II        | USL                          | 24+4       | -29        |                 | -               | -               |                    | -                  | -                  |             | -           | -           | 28     | -29    |
| 2016                         | Los Angeles Galaxy II        | USL                          | 22+1       | -29        |                 | -               | -               |                    | -                  | -                  |             | -           | -           | 23     | -29    |
| 2016                         | Los Angeles Galaxy           | MLS                          | 2          | -3         | USOC            | 3               | -3              |                    | -                  | -                  |             | -           | -           | 5      | -6     |
| 2017                         | Los Angeles Galaxy II        | USL                          | 3          | -5         |                 | -               | -               |                    | -                  | -                  |             | -           | -           | 3      | -5     |
| Totale Los Angeles Galaxy II | Totale Los Angeles Galaxy II | Totale Los Angeles Galaxy II | 54         | -64        |                 | -               | -               |                    | -                  | -                  | -           | -           | -           | 54     | -64    |
| 2017                         | Los Angeles Galaxy           | MLS                          | 15         | -31        |                 | -               | -               |                    | -                  | -                  |             | -           | -           | 15     | -31    |
| Totale Los Angeles Galaxy    | Totale Los Angeles Galaxy    | Totale Los Angeles Galaxy    | 17         | -34        |                 | 3               | -3              |                    | -                  | -                  | -           | -           | -           | 20     | -37    |
| 2018                         | Montréal Impact              | MLS                          | 0          | 0          | CC              | 2               | -2              |                    | -                  | -                  |             | -           | -           | 2      | -2     |
| 2019                         | Montréal Impact              | MLS                          | 2          | -1         | CC              | 4               | -3              |                    | -                  | -                  |             | -           | -           | 6      | -4     |
| 2020                         | Montréal Impact              | MLS                          | 21+1       | -37-2      | CC              | -               | -               | CCL                | 4                  | -4                 | -           | -           | -           | 26     | -43    |
| 2021                         | Montréal Impact              | MLS                          | 8          | -9         | CC              | -               | -               |                    | -                  | -                  |             | -           | -           | 8      | -9     |
| Totale Montréal Impact       | Totale Montréal Impact       | Totale Montréal Impact       | 32         | -49        |                 | 6               | -5              |                    | 4                  | -4                 |             | -           | -           | 42     | -58    |
| feb.-ago. 2022               | Inter Miami                  | MLS                          | 3          | -7         | USOC            | 0               | 0               |                    | -                  | -                  |             | -           | -           | 3      | -7     |
| ago.-dic. 2022               | N.E. Revolution              | MLS                          | 0          | 0          | USOC            | -               | -               |                    | -                  | -                  |             | -           | -           | 0      | 0      |
| 2023                         | Atlanta United               | MLS                          | 2          | -4         | USOC            | 1               | -2              |                    | -                  | -                  |             | -           | -           | 3      | -6     |
| Totale carriera              | Totale carriera              | Totale carriera              | 108        | -158       |                 | 10              | -10             |                    | 4                  | -4                 | -           | -           | -           | 122    | -172   |

### Cronologia presenze e reti in Nazionale
| Cronologia completa delle presenze e delle reti in nazionale ― Senegal | Cronologia completa delle presenze e delle reti in nazionale ― Senegal | Cronologia completa delle presenze e delle reti in nazionale ― Senegal | Cronologia completa delle presenze e delle reti in nazionale ― Senegal | Cronologia completa delle presenze e delle reti in nazionale ― Senegal | Cronologia completa delle presenze e delle reti in nazionale ― Senegal | Cronologia completa delle presenze e delle reti in nazionale ― Senegal | Cronologia completa delle presenze e delle reti in nazionale ― Senegal |
| Data                                                                   | Città                                                                  | In casa                                                                | Risultato                                                              | Ospiti                                                                 | Competizione                                                           | Reti                                                                   | Note                                                                   |
| ---------------------------------------------------------------------- | ---------------------------------------------------------------------- | ---------------------------------------------------------------------- | ---------------------------------------------------------------------- | ---------------------------------------------------------------------- | ---------------------------------------------------------------------- | ---------------------------------------------------------------------- | ---------------------------------------------------------------------- |
| 5-6-2017                                                               | Dakar                                                                  | Senegal                                                                | 0 – 0                                                                  | Uganda                                                                 | Amichevole                                                             | -                                                                      | 45’                                                                    |
| Totale                                                                 |                                                                        | Presenze                                                               | 1                                                                      |                                                                        | Reti                                                                   | 0                                                                      |                                                                        |

## Palmarès

### Club

#### Competizioni nazionali
- Canadian Championship: 1

Montreal Impact: 2019